# Peter Godfrey-Smith
Peter Godfrey-Smith (ur. 1965) – australijski filozof, profesor na Uniwersytecie w Sydney. Jego głównym przedmiotem zainteresowania jest filozofia nauki, zwłaszcza biologii oraz filozofia umysłu.

## Życiorys
Doktorat (Ph.D.) z filozofii uzyskał w 1991 na Uniwersytecie Kalifornijskim w San Diego pod kierunkiem Philipa Kitchera.
W 2010 otrzymał Nagrodę Lakatosa za książkę Darwinian Populations and Natural Selection, badającą filozoficzne podstawy teorii ewolucji.

## Poglądy

### Umysły zwierząt
Godfrey-Smith zajmuje się badaniami nad ewolucją umysłowości u zwierząt. Stawia tezę, że „umysł wyewoluował w morzu” w Kambrze.
Uprawia filozofię umysłu w duchu australijskiego materializmu (J.C.C. Smart, David M. Armstrong, Peter Singer), biorąc jednak poważnie krytykę materializmu (David Chalmers, Frank Jackson).
Według Godfrey-Smitha nasze doświadczenie wynika z aktywności mózgu. Jednak to aktywność mózgu z punktu widzenia osoby, która ten mózg posiada, a różne aspekty umysłu to wyłącznie aktywność mózgu, ale doświadczana od wewnątrz. Nie oznacza to, że jakiś element jest dodawany do pracy mózgu lub że istnieje coś innego niż mózg – ale jednak to znacząca różnica, ta między mózgiem obserwowanym z zewnątrz, a mózgiem i tym, jak to jest być organizmem, który ten mózg posiada. Czyli umysłem.
Uważa, że analiza życia umysłowego zwierząt tylko w kontekście znanych nam gatunków, jak kręgowce na lądzie, psy, koty czy naczelne, otrzymujemy bardzo ograniczony obraz miejsca, jakie umysł zajmuje w świecie.

### Teoria ewolucji
Peter Godfrey-Smith, idąc w kierunku innym niż Dawkins („samolubny gen”), uważa, że ewolucja odbywa się także na poziomie populacji. Swój pogląd rozwinął  w książce Darwinian populations and natural selection. Oto kluczowe pojęcia:
Populacja darwinowska to grupa organizmów, która spełnia warunki konieczne do działania doboru naturalnego. Kluczowe warunki, które musi spełniać taka populacja, to:
- Reprodukcja: Członkowie populacji muszą być zdolni do reprodukcji, co prowadzi do powstawania nowych pokoleń.
- Dziedziczenie: Potomstwo musi dziedziczyć cechy swoich rodziców w taki sposób, że te cechy mogą być przekazywane przez pokolenia.
- Zmienność: W populacji musi istnieć zmienność cech, co oznacza, że różni osobnicy mogą posiadać różne warianty tych samych cech.
- Różnice w przystosowaniu: Różne cechy muszą wpływać na zdolność organizmów do przetrwania i reprodukcji, co prowadzi do naturalnej selekcji.

W idealnym modelu, populacja darwinowska jest jednostką, na której operuje dobór naturalny, prowadząc do ewolucji w wyniku różnic w przystosowaniu między jej członkami.
Przestrzenie darwinowskie to pojęcie, które odnosi się do abstrakcyjnej przestrzeni, w której można umiejscowić różne populacje darwinowskie w zależności od tego, jak dobrze spełniają one kryteria selekcji naturalnej. W przestrzeni darwinowskiej można wyróżnić różne stopnie i formy darwinowskiego procesu:
- Silne populacje darwinowskie: Populacje, które bardzo dobrze spełniają wszystkie kryteria, przez co dobór naturalny działa na nie intensywnie i skutecznie.
- Słabe populacje darwinowskie: Populacje, które spełniają kryteria w mniejszym stopniu, przez co dobór naturalny działa na nie mniej skutecznie.

Przestrzeń darwinowska pozwala zrozumieć, jak różne populacje mogą ewoluować w różnych kontekstach i w różnym tempie, w zależności od tego, jak dobrze spełniają warunki dla działania doboru naturalnego.
Dedarwinizacja to proces, w którym populacja darwinowska traci niektóre ze swoich cech, które umożliwiają działanie klasycznego doboru naturalnego. Innymi słowy, populacja staje się mniej darwinowska. Może to się zdarzyć z różnych powodów:
- Zmniejszenie zmienności: Jeśli zmienność genetyczna w populacji spada, dobór naturalny ma mniej „materiału” do działania.
- Zmniejszenie znaczenia różnic w przystosowaniu: Jeśli przystosowanie poszczególnych osobników do środowiska staje się mniej istotne dla ich przeżycia i reprodukcji, wpływ selekcji naturalnej słabnie.
- Zwiększenie znaczenia mechanizmów nieseparatywnych: Procesy, takie jak dryf genetyczny, mogą odgrywać większą rolę w kształtowaniu populacji, co prowadzi do dedarwinizacji.

Dedarwinizacja może prowadzić do sytuacji, w której ewolucja przestaje działać w sposób darwinowski (poprzez selekcję naturalną), a zaczyna być kształtowana przez inne procesy. To może prowadzić do stabilizacji cech w populacji, ale również do jej większej podatności na zmiany środowiskowe.

## Książki
- Complexity and the function of mind in nature. Cambridge: Cambridge University Press. 1996. ISBN 0-521-45166-3.
- Theory and reality: an introduction to the philosophy of science (1st ed.). Chicago: University of Chicago Press. 2003. ISBN 0-226-30062-5.
- Darwinian populations and natural selection. Oxford: Oxford University Press. 2009. ISBN 978-0-19-156778-0.
- Other Minds: The Octopus, the Sea, and the Deep Origins of Consciousness. New York: William Collins. 2016. ISBN 978-0-374-22776-0; polskie tłumaczenie: Inne umysły. Ośmiornice i prapoczątki świadomości, Kraków, Copernicus Center Press, 2018, tłum. Mikołaj Adamiec-Siemiątkowski, .ISBN 978-83-7886-404-2.
- Metazoa: animal life and the birth of the mind. New York: Farrar, Straus and Giroux. 2020. ISBN 978-0-374-20794-6; polskie tłumaczenie: Metazoa. Od szklanych gąbek do ukrytej krainy umysłu, Kraków, Copernicus Center Press, 2023, tłum. Szymon Drobniak, ISBN 978-83-7886-688-6.